# Анна Ярославна (монета)
«А́нна Яросла́вна» — пам'ятна монета номіналом 2 гривні, випущена Національним банком України. Присвячена київській княжні, середній доньці князя Ярослава Мудрого — Анні Ярославні. Наприкінці 40-х років XI ст. вона стала дружиною французького короля Генріха І Капета, а після його смерті стала регенткою при малолітньому сині, брала участь в управлінні країною, фактично — королевою. Ця високоосвічена та мудра жінка викликала захоплення в сучасників і гідно представляла Київську Русь — могутню розвинену державу, що мала міжнародне визнання і відігравала важливу роль у міждержавних відносинах країн Європи та Близького Сходу.
Монету було введено в обіг 22 травня 2014 року. Вона належить до серії «Видатні особистості України».

## Опис та характеристики монети
| Номінал грн. | Метал      | Маса, грам | Діаметр, мм. | Якість виготовлення | Гурт     | Тираж, штук |
| ------------ | ---------- | ---------- | ------------ | ------------------- | -------- | ----------- |
| 2            | нейзильбер | 12,8       | 31           | анциркулейтед       | рифлений | 20 000      |

### Аверс
На аверсі монети розміщено: угорі написи: «НАЦІОНАЛЬНИЙ БАНК УКРАЇНИ» (півколом), «АННА/ЯРОСЛАВНА»; ліворуч — малий Державний Герб України; у центрі — стилізований образ київської княжни Анни на тлі Софії Київської; унизу: номінал — «2/ГРИВНІ», рік карбування монети — «2014» та логотип Монетного двору Національного банку України (ліворуч).

### Реверс
На реверсі монети розміщено стилізований образ Анни — королеви Франції на тлі церкви Святого Вікентія, над якою її стилізований підпис кирилицею, унизу написи — «ХІ ст.» та «КОРОЛЕВА/ФРАНЦІЇ».

## Автори

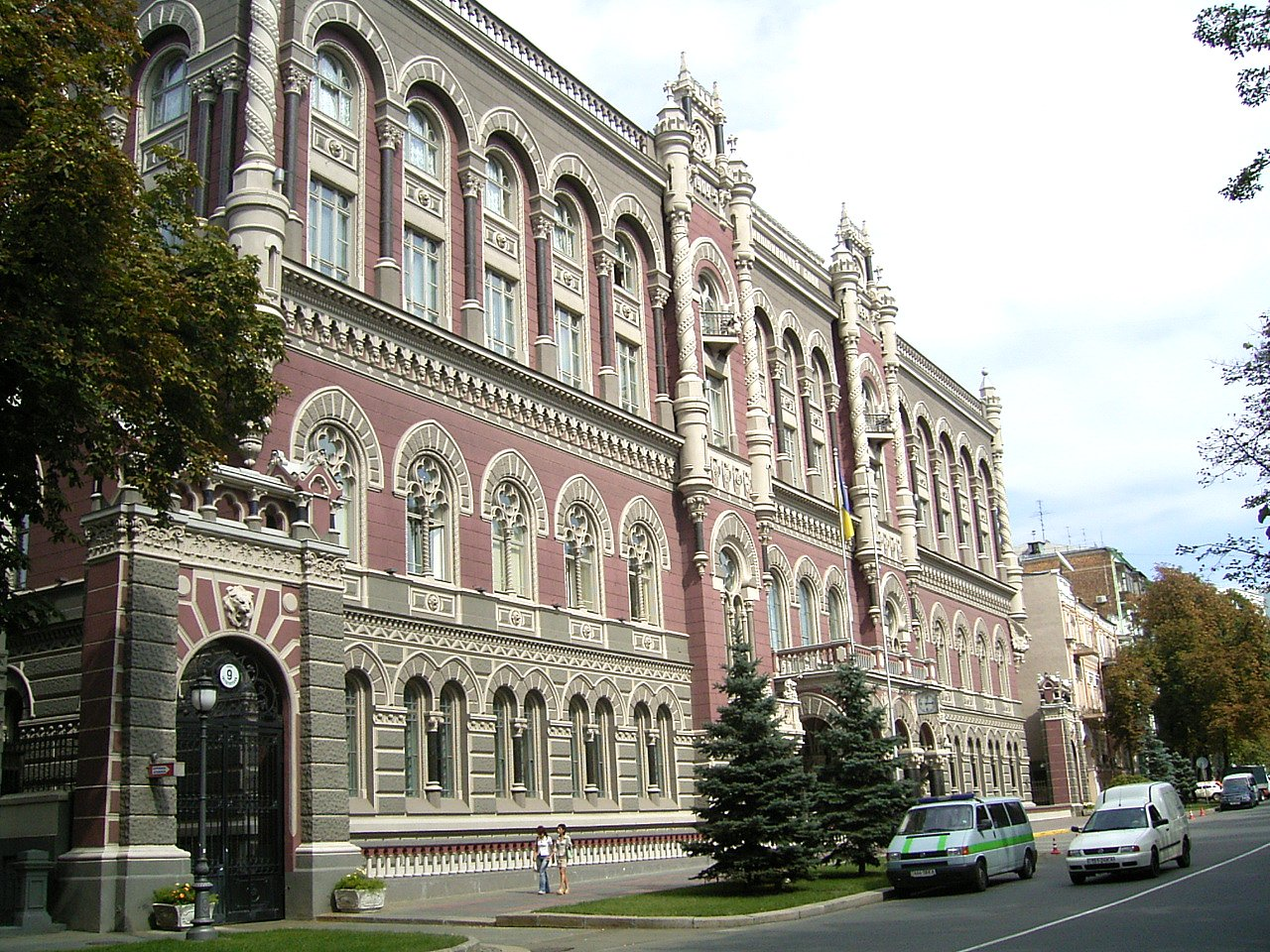
Будівля Національного банку України

- Художники: Таран Володимир, Харук Олександр, Харук Сергій.
- Скульптор: Атаманчук Володимир.

## Вартість монети
Під час введення монети в обіг 2014 року, Національний банк України реалізовував монету через свої філії за ціною 20 гривень.
Фактична приблизна вартість монети, з роками змінювалася так:
| Рік        | 2015 | 2016 | 2017 | 2018 | 2019 | 2020 | 2021 | 2022 | 2023 | 2024 | 2025 |
| ---------- | ---- | ---- | ---- | ---- | ---- | ---- | ---- | ---- | ---- | ---- | ---- |
| Ціна, грн. | 85   | 130  | 270  | 285  | 280  | 270  | 280  | 320  | 470  | 850  | 900  |